# Paul Rosenberg (musikmanager)
Paul Rosenberg (også kendt som Paul Bunyan) (født 1. august 1971) er en amerikansk musikmanager kendt for sit samarbejde med hiphop kunstneren Eminem, Three 6 Mafia, The Knux og pop-punk bandet Blink-182. Såvel som at være manager for nævnte kunstnere, var Rosenberg også medstifter (med Eminem) af hiphop-pladeselskabet Shady Records, der blev grundlagt i slutningen af 1999 og blandt andet omfatter kunstnerne 50 Cent, D-12, Obie Trice, Stat Quo og selvfølgelig Eminem. Han var også med til at producere Eminem-filmen 8 Mile og soundtracket med samme navn
Han blev født i Detroit, og har en universitetsgrad i psykologi fra University of Michigan og en kandidat i jura.
Rosenberg blev først involveret med Eminem i 1997, under indspilningen af The Slim Shady EP og er siden blevet præsenteret i en sketch (med titlen "Paul", undtagen på The Eminem Show, hvor det blev kaldt "Paul Rosenberg") på hvert album siden The Slim Shady LP, med undtagelse af Recovery, som en person, der er bekymret over for den aktuelle plade og rådgiver Eminem om de skridt han tager, og beder ham ofte om at køle lyrikken ned eller skrotte albummet helt. Med Eminem, Rosenberg var medforfatter på hver sketch på albummet Relapse fra 2009. Dog har Eminems seneste album Recovery ikke nogen sketches overhovedet.
Paul Rosenberg er også tilknyttet Steve Aoki, DJ og produceren, Dim Mak Records – Martin the Bulgarien.
Paul er desuden co-producer for Eminems hiphop radiostation Shade 45, som er kanal 45 på Sirius satellitradio og kanal 66 på XM Radio.

## Sketches på Eminems Album
- The Slim Shady LP – Paul ringer til Eminem, og rådgiver ham om at nedtone sine tekster.
- The Marshall Mathers LP – En tydeligvis forstyrret Paulus ringer til Eminem for at fortælle ham, at Dr. Dre gav ham et eksemplar af albummet. Efter at kæmpe med, hvad han så skal sige, ender det med at han blot svarer "Fuck det" og lægger på.
- The Eminem Show – Paul ringer til Eminem for at fortælle ham, at Joel, ejeren af 54 Sound Studios, hvor Eminem indspiller, har meddelt ham, at Eminem har affyret sin pistol ud bag studiet. Han plæderer med ham om at lade hans pistol blive derhjemme.
- Encore – Paul ringer til Eminem og fortæller ham, at Michael Jackson er yderst ked af "Just Lose It"-musikvideoen, og at de har brug for at snakke om, hvordan de skal håndtere situationen. Før han lægger på vil han også forhøre sig om et rygte om at Eminem har købt en ny pistol. For første gang nogensinde, får han et tilbagevendende opkald fra Eminem. I en ændret stemme, går Eminem ud på en tirade, aflaster sig på toilettet, der omfatter flere Jackson hits i processen. Han fortæller ham også, at han ikke har en ny pistol, (efterfulgt af lyden af kugler der bliver affyret med Eminem, der råber "God dammit"), som viser sig at være en løgn, da Eminem begår et mock-selvmord i slutningen af albummet.
- Relapse – Paul ringer til Eminem, og væmmes fuldstændig ved ham for hans hån mod Christopher Reeve i sangen "Medicin Ball", der minder ham om, at Reeve er død.
- Kamikaze - Paul ringer til Eminem og starter med at fortælle, han har hørt det nye album (Kamikaze), hvor han derefter fortæller, han ikke ved om det er en god idé, at Eminem svarer tilbage på det kritik, han har fået. Han spørger derefter, retorisk: "Hvad er det næste? Kamikaze 2? Det album, hvor du svarer på alle, der ikke kunne lide det tidligere album?" Og gentager til sidst, han ikke ved om det er en god idé og beder Eminem om at ringe tilbage.